# Sèrie 4000 de CI

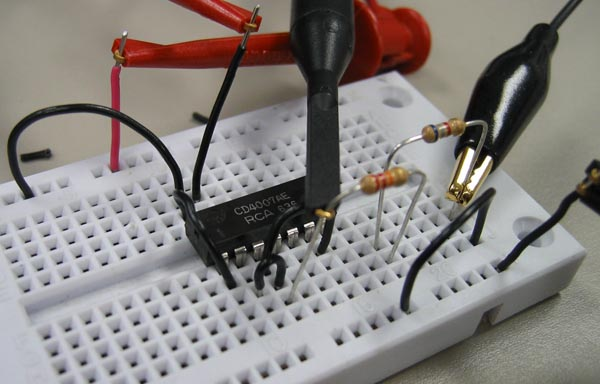
CD4007A en una placa de prova sense soldadura

La sèrie 4000 de CI és una família lògica CMOS de circuits integrats (CI) introduïda per primera vegada el 1968 per RCA. Va ser migrat lentament a la sèrie 4000B buffered després d'aproximadament 1975. Tenia un rang de tensió d'alimentació molt més ampli que qualsevol família de lògica contemporània (interval recomanat de 3V a 18V per a la sèrie "B"). Gairebé tots els fabricants de circuits integrats actius durant aquesta època inicial van fabricar models per a aquesta sèrie. La seva convenció de denominació encara s'utilitza avui dia.

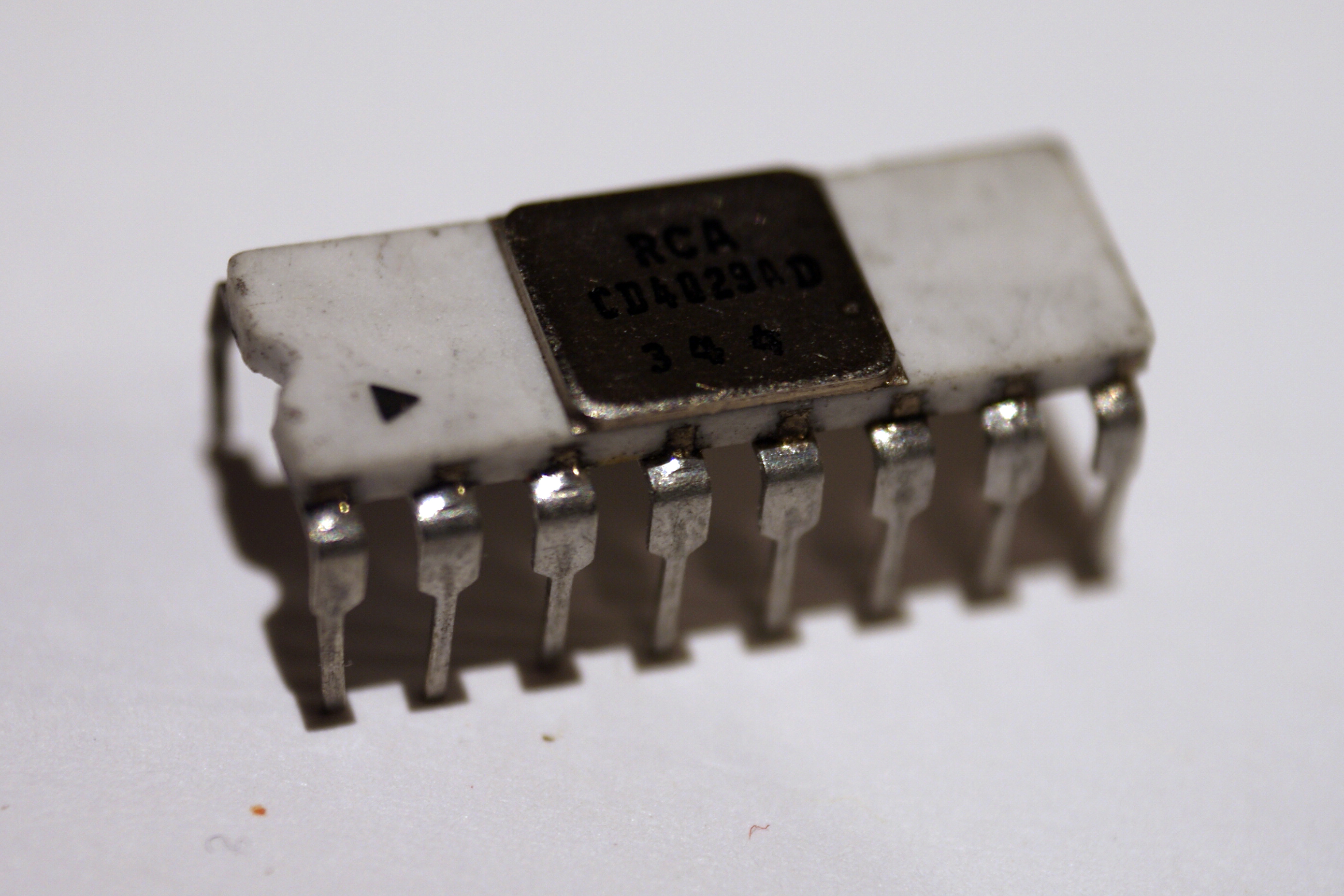
Un IC comptador CD4029A molt primerenc, en paquet de ceràmica de 16 pins en línia doble (DIP -16), fabricat per RCA

## Història
La sèrie 4000 es va introduir com la sèrie CD4000 COS/MOS l'any 1968 per RCA com una alternativa de menor potència i més versàtil a la sèrie 7400 de xips de lògica transistor-transistor (TTL). Les funcions lògiques es van implementar amb la tecnologia CMOS (Complementary Metal-Oxide-Semiconductor) recentment introduïda. Tot i que inicialment es va comercialitzar amb l'etiquetatge "COS/MOS" de RCA (que significava Complementary Symmetry Metal-Oxide Semiconductor), la terminologia CMOS més curta va sorgir com la preferència de la indústria per referir-se a la tecnologia. Els primers xips de la sèrie van ser dissenyats per un grup liderat per Albert Medwin.

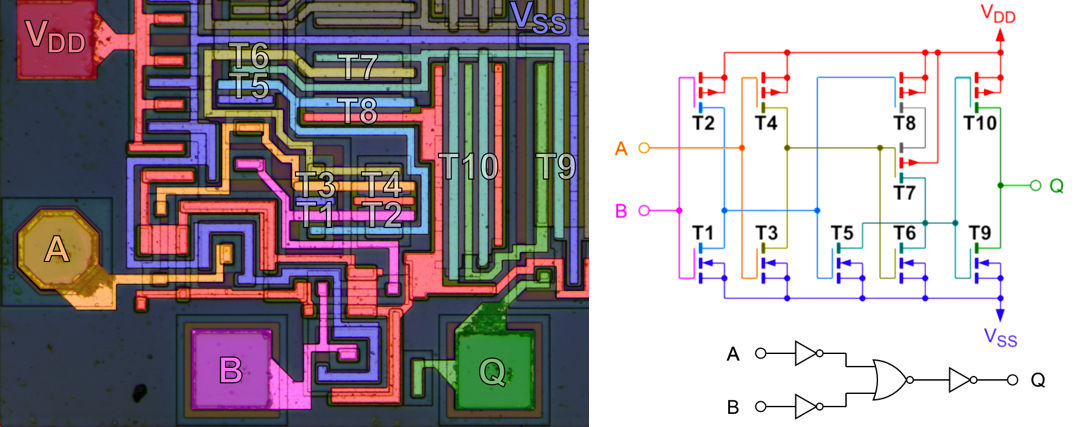
Matriu IC acolorit i esquemes de la porta NAND CD4011BE

L'adopció àmplia es va veure obstaculitzada inicialment per les velocitats comparativament més baixes dels dissenys en comparació amb els dissenys basats en TTL. Les limitacions de velocitat es van superar finalment amb mètodes de fabricació més nous (com ara portes autoalineades de polisilici en lloc de metall). Aquestes variants CMOS funcionaven a l'igual del TTL contemporani. La sèrie es va ampliar a finals de la dècada de 1970 i 1980 amb nous models que van rebre les designacions 45xx i 45xxx, però que solen ser considerats pels enginyers com a part de la sèrie 4000. A la dècada de 1990, alguns fabricants (per exemple, Texas Instruments) van portar la sèrie 4000 a dissenys més nous basats en HCMOS per oferir majors velocitats.

## Consideracions de disseny
La sèrie 4000 facilita un disseny de circuits més senzill mitjançant un consum d'energia relativament baix, una àmplia gamma de tensions d'alimentació i una capacitat de conducció de càrrega (fanout) molt més gran en comparació amb TTL. Això fa que la sèrie sigui ideal per al seu ús en dissenys de prototipatge LSI. Tot i que els circuits integrats TTL són igualment modulars, aquests normalment no tenen la força de la unitat simètrica de CMOS i, per tant, poden requerir més consideració de les càrregues aplicades a les seves sortides. Igual que amb el TTL, els models amb amortiment poden impulsar un corrent elèctric més alt (disponible principalment per a dispositius d'E/S com ara tancaments octals i controladors de tres estats), però tenen un risc lleugerament més gran d'introduir sons (oscil·lacions transitòries) tret que estiguin esmorteïts o finalitzats correctament. Molts models contenen un alt nivell d'integració, inclosos comptadors de visualització de 7 segments totalment integrats, comptadors d'anells de caminada i sumadors complets.

Pinout CD4001B. El vermell és l'energia, el verd les entrades, el blau les sortides

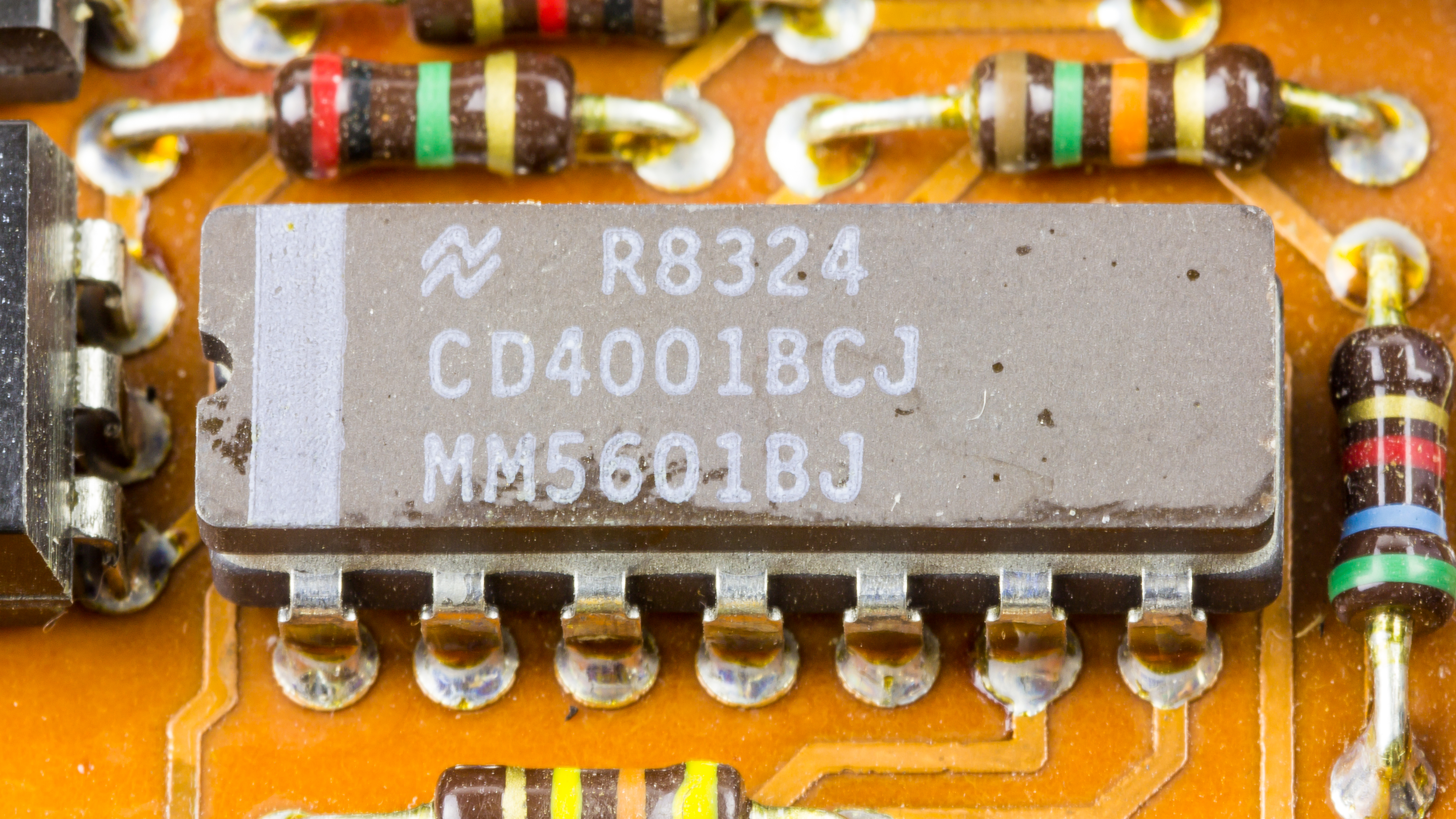
CD4001B en paquet DIP -14 (porta NOR quàdruple de 2 entrades)

## Xips comuns

Diagrama funcional CD4001B (porta NOR quàdruple de 2 polzades)

Pinout CD4001B. El vermell és l'energia, el verd les entrades, el blau les sortides

- Portes lògiques

- Flip-flops
- Comtadors
- Decodificadors
- Temporitzadors
- Analògics